# 王忠禹
王忠禹（1933年2月—），男，汉族，吉林长春人，中国共产党、中华人民共和国政治人物，原副国级领导人。中共中央党校大专学历，高级工程师。1956年5月加入中国共产党，曾是中共第十三届中央候补委员，第十四、十五届中央委员会委员，第十届全国政协副主席，国务委员兼国务院秘书长；曾任中国企业联合会会长。

## 生平
1953年，王忠禹毕业于沈阳轻工业高级职业学校制浆（现今青岛科技大学）造纸专业；随后进入吉林造纸厂。在这家工厂，王忠禹曾前后工作了近三十年；并历任吉林造纸厂车间技术员、车间副主任、厂长室秘书、厂工程师室工程师、厂计划科副科长等职。“文化大革命”期间，王忠禹曾受冲击，后下放车间和农场劳动。1970年恢复工作后，他回到吉林造纸厂，任生产调度组副组长；而后，又历任厂党委办公室副主任、主任，厂革委会副主任、副厂长、总工程师等职。1980年，王忠禹调任吉林省第一轻工业局，出任副局长。不久，他就被安排到中共中央党校培训部学习。学习结束后，王忠禹即被提升为吉林省第一轻工业厅厅长。1983年后，他又历任中共吉林省委常委、副书记，吉林省人民政府副省长、省长等职。
1992年，王忠禹被调入中央工作。先后担任过国务院生产办公室副主任，国务院经济贸易办公室副主任，1993年出任刚组建的国家经济贸易委员会主任。1998年3月，在朱镕基“内阁”中，王忠禹被任命为国务委员兼国务院秘书长、国家行政学院院长等职。
2003年3月，王忠禹届满离职。随即，他又当选为第十届全国政协副主席（排名第一位）。2008年，退休后的王忠禹，又当选中国企业联合会会长。